# Ceropsylla pulchra
Ceropsylla pulchra är en insektsart som beskrevs av Leonard D. Tuthill 1945. Ceropsylla pulchra ingår i släktet Ceropsylla och familjen spetsbladloppor. Inga underarter finns listade i Catalogue of Life.